# Agrippina (film)
Agrippina è un film muto del 1911 diretto da Enrico Guazzoni.